# إيفيتسا مورنار
إيفيتسا مورنار (بالكرواتية: Ivica Mornar)‏ مواليد 12 يناير 1974 في سبليت، جمهورية يوغوسلافيا الاشتراكية الاتحادية، هو لاعب كرة قدم كرواتي دولي سابق كان يلعب كمهاجم. اعتزل اللعب عام 2006 مع نادي بورتسموث. بدأ مسيرته الرياضية عام 1991 مع هايدوك سبليت. لعب خلال مسيرته 289 مباراة سجل خلالها 85 هدفاً.

## المسيرة الاحترافية

### أندية لعب لها
- هايدوك سبليت
- آينتراخت فرانكفورت
- نادي إشبيلية
- نادي أورينسي
- ستاندارد لييج
- نادي رويال أندرلخت
- نادي بورتسموث

## روابط خارجية
- إيفيتسا مورنار على موقع الاتحاد الدولي (مؤرشف)  (الإنجليزية)
- إيفيتسا مورنار على موقع قاعدة بيانات كرة القدم.إي يو (الإنجليزية)
- إيفيتسا مورنار على موقع ناشيونال فوتبول تيمز (الإنجليزية)
- إيفيتسا مورنار على موقع Soccerway.com (الإنجليزية)
- إيفيتسا مورنار على موقع عالم كرة القدم.نت (الإنجليزية)